# Bray Wanderers Football Club
O Bray Wanderers é um clube de futebol irlandês. Foi fundado em 1922 como Bray Unknowns Football Club, após uma disputa entre membros de um clube local de futebol gaélico. Acabou por se unir, em 1942, com um clube de futebol da mesma cidade que detinha o nome atual, adotando-o oficialmente como nome do clube.
A sua sede fica na cidade de Bray, Condado de Wicklow, mais propriamente no Estádio Carlisle Grounds, fundado em 1862, que contém, atualmente, lugar para 7.000 espectadores.

## Títulos
- Campeonato Irlandês: 3

1991-1992 , 2005-2006 e 2018-2019
- Copa da Irlanda: 2

1990 e 1999
- Segunda Divisão Irlandesa: 3

1985-1986, 1995-1996 e 1999-2000